# Шанна-Дьяволица
Шанна-Дьяволица (англ. Shanna the She-Devil), настоящее имя Шанна О’Хара, Леди Пландер (англ. Shanna O'Hara, Lady Plunder) — девушка из джунглей, появляющаяся в американских комиксах издательства Marvel Comics. Созданная писательницей Кэрол Сюлинг и художником Джорджем Таской Шанна дебютировала в комиксе Shanna the She-Devil #1 (Декабрь 1972). Одарённая спортсменка и ветеринар Шанна является защитницей Дикой Земли и женой её властелина Ка-Зара.
С момента своего первого появления в комиксах Шанна появилась в других медиа продуктах, включая мультсериалы и видеоигры.

## История публикаций
Шанна-Дьяволица, наряду с Ночной медсестрой и Кошкой, была одной из трёх героинь Marvel, появившихся в комиксах, ориентированных на женскую аудиторию. Сценарист и редактор Marvel Рой Томас вспоминал в 2007 году, что:
идея принадлежала главному редактору Стэну Ли, который, скорее всего, и придумал имена для всех троих. Он хотел написать несколько комиксов, которые в особенности понравились бы девочкам. Мы всегда прорабатывали разные варианты по расширении нашей франшизы. Моя идея... заключалась в том, чтобы привлечь к работе над ними женщин... Я подумал о своей подруге Кэрол Сюлинг, которая ранее немного писала для своего бывшего мужа Фила для его конвенции комиксов. Я предложил ей написать комикс о Шанне, потому что знал, что ей нравятся комиксы о джунглях и приключениях... Я назначил Росса Эндрю художником серии [начиная с выпуска #2], а Винни Коллетта контуровщиком, который сделал Шанну Росса привлекательной.
В 2010 году Сюлинг вспоминала: «Мне было поручено сделать [Шанну] кем-то вроде «продукта своего времени», а также сделать её чуть более склонной к насилию, чем Шину и других королев джунглей прошлого». Вместе с художником Джорджем Таской она придумала главную героиню и её компаньонов-леопардов, а также егеря и её потенциального возлюбленного Патрика МакШейна, прообразом для которого послужил актёр Патрик Макгуэн из фильма «Под африканским небом» (1958).
Писатель Стив Гербер написал дополнительные диалоги для первого выпуска, а также для следующего. Сюлинг объяснила:
Стив Гербер не работал со мной над сюжетом или историей происхождения, но добавил несколько дополнительных диалогов, поскольку Стэн [Ли] и Рой [Томас] посчитали, что истории немного легковесны.
Тем не менее... Стив Гербер не был одним из создателей. Он придумал дополнительные диалоги для первых двух [выпусков], а затем перешёл к работе над серией после моего ухода... Сам Гербер перед своей смертью несколько лет назад отрицал свою роль в создании Шанны.

Обложка Shanna, The She-Devil vol. 1 #1 (Август 1972). Первое появление Шанны-Дьяволицы. Художник — Джим Стеранко.

Первая серия состояла из пяти выпусков (декабрь 1972 — август 1973). Джим Стеранко рисовал обложки выпусков #1-2, Джон Бьюсема и Джо Синнотт выпуска #3, а Джон Ромита-старший двух последних выпусков.
Героиня несколько раз играла второстепенную роль в комиксах Ka-Zar #1 (Январь 1974), Daredevil #109—111 (Май — июль 1974) и Marvel Two-in-One #3 (май 1974 г.), в которых раскрывались дополнительные подробности о прошлом и семье Шанны, а также обозначалось убийство МакШейна, в Daredevil #117 (Январь 1975) и в истории Ка-Зара в чёрно-белом журнале для взрослой аудитории Savage Tales #8 (Январь 1975).
Впоследствии Шанна обзавелась двумя сольными историями в Savage Tales #9-10 (Март и май 1975) авторства Карлы Конвей (в первом случае ей помогал тогдашний муж Джерри Конвей), Тони ДеЗуниги и Росса Эндрю. В первой из двух историй леопарды Шанны Ина и Бири были убиты. Джерри Конвей вспоминал в 2010 году, что это «было частью стратегии, направленной на то, чтобы сделать героиню более сильной и свирепой и связать с Ка-Заром», за которого она в конечном итоге вышла замуж в Ka-Zar the Savage #29 (Декабрь 1983).
Шанна появилась на страницах The Rampaging Hulk #9 (Июнь 1978) по сценарию Гербера и с иллюстрациями ДеЗуниги. Затем она появилась в нескольких восьмистраничных сольных рассказах в сборнике Marvel Comics Presents, начиная с рассказа сценариста-художника Брюса Джонса в выпуске #13 (конец февраля 1989), за которым последовала арка из десяти частей The Bush of Ghostsсценариста Джерарда Джонса и художника Пола Гуласи в выпусках #68–77 (январь — конец мая 1991).
В конце этой серии появились четыре полноценные истории, начатые в 1978 году и завершающие сюжетные линии из сольной истории Шанны в The Rampaging Hulk #9. Написанные Стивом Гербером и проиллюстрированные Кармайном Инфантино, Бретом Блевинсом и ДеЗунигой истории выбивались из общей хронологии и разворачивались в прошлом. Они были опубликованы в Marvel Fanfare #56-59 (апрель — октябрь 1991). Редактор серии, Эл Милгром задействовал неопубликованные рассказы:
Я обыскивал офис в поисках «жемчужин», [которые] мог бы опубликовать в Fanfare и обнаружил, что первая часть рассказа Стива о Шанне полностью нарисована Кармайном Инфантино. Также там были полноценные сценарии для второй и третьей частей. Так что я позвонил Стиву и сказал: «Мне важно понимать, что ты сможешь закончить сюжетную линию». Стив ответил, что был бы счастлив сделать это. Кармайн — великий художник, но он не в состоянии нарисовать самых эстетичных женщин. Я работал с Бретом Блевинсом, который рисовал красивых девушек, поэтому я поинтересовался у него, захочет ли он посодействовать Инфантино... Кажется я сказал Брету, что если он проработает первый выпуск, то сможет нарисовать следующие самостоятельно. Брет очень хотел рисовать лично, [что] замедляло его работу... Стив приступил к четвёртой главе — через 13 лет после того, как начал историю. Брет не смог уложиться в срок для сдачи последней главы, поэтому я привлёк к работе Тони ДеЗунигу.
Также Marvel выпускала комиксы про Шанну из альтернативной вселенной, разделяющей лишь имя с основной героиней.
В рамках импринта Marvel NOW! Шанна появилась в комиксе Savage Wolverine (2013) авторства Фрэнка Чо. Комикс повествует о совместных приключениях Шанны и Росомахи, которые пытаются выжить на Дикой Земле.

## Биография
Шанна была единственной дочерью богатого шахтёра и выросла в джунглях Заира. В возрасте шести лет Шанна стала свидетельницей того, как её отец случайно застрелил её мать, из-за чего девочка на всю жизнь возненавидела оружие. Получив психологическую травму, Шанна переехала в Америку к другим родственникам и выучилась на ветеринара. После окончания учёбы она работала в зоопарке Центрального парка Нью-Йорка. Шанна покинула место работы после убийства леопарда Джулани и забрала с собой её детёнышей, Ину и Бири, намереваясь вырастить их в африканском заповеднике Дагомеи, который защищала от браконьеров и других недоброжелателей в качестве «Шанны-Дьяволицы».
Когда её отец был похищен Мандриллом, Шанна отправилась на его поиски, однако сама угодила в плен волшебника Мальгато, который доставил её на Дикую Землю. Ка-Зар помог ей освободиться, после чего девушка возобновила поиски. В Африке Шанна узнала, что Мандрилл убил её отца и выследила его в Америке, где помогла Сорвиголове и Чёрной вдове предотвратить попытку Мандрила захватить власть в США. По возвращении Шанны в Африку её пантеры были убиты жрецом Культа Кали Рага-Шахом, которого она скормила в отместку своему питону Ананте.
Шанна вернулась на Дикую Землю и начала отношения с Ка-Заром. Они обнаружили, что их затерянный мир был лишь частью большего царства, Пангеи, наполненного чудесными расами. Отношения пары были бурными: Шанна вышла замуж за вдовца Меле из Ботора, который погиб в результате несчастного случая на охоте, когда был с Ка-Заром. Также Шанна стала целью демона Беласко, который увидел в ней свою потерянную возлюбленную Беатрис. После мнимой смерти Ка-Зара в Нью-Йорке Шанна впала в дикую ярость и была помещена в лечебницу, где едва не закрутила роман с Питером Паркером. Ка-Зар спас Шанну, заручившись помощью Человека-паука, а затем они вернулись в Антарктиду, где поженились, несмотря на вмешательство Беласко и других недругов. Они наняли местную воительницу Жиру в качестве няни и защитницы их сына Матфея. Шанна и Ка-Зар пережили временное разрушение Дикой Земли Терминусом и её последующее воссоздание Высшим Эволюционером и Гарокком. В дальнейшем Шанна ненадолго приобрела мистическую связь с духом Африки и вступила в конфронтацию с сэром Гаем Кросс-Уоллесом, который убивал и поедал диких животных, в попытках обрести ту же связь, чтобы править континентом. Также Шанна ненадолго получила власть над миром природы от Высшего Эволюционера. Шанна и Ка-Зар борются за сохранение Дикой Земли от внешних угроз и загрязнения технологиями.

## Силы и способности
Шанна является спортсменкой олимпийского уровня, обладающей необычайной ловкостью. Она — квалифицированный ветеринар, способный найти общий язык с дикими животными. Ко всему прочему, Шанна — опытный охотник и собиратель, лекарь и следопыт. Будучи выдающимся бойцом, она прекрасно обращающийся с ножами, копьями, луками и стрелами и другими примитивными видами оружия. От природы девушка превосходно плавает, ныряет, лазает, прыгает и бегает с большой скоростью.
После своего воскрешения Шанна обрела связь с жизненной силой Дикой Земли. Кроме того, она инстинктивно познала языки и историю Дикой Земли и её обитателей. Шанна стала сильнее 10 человек, а также обрела способность бегать со скоростью 52 мили в час по неровной местности. Теперь Дьяволица связана с флорой и фауной Дикой Земли. К её способностям добавились возможность проецировать чистую энергию, подчинять растительную материю своей воле и напрямую общаться с существами земли вокруг неё, чтобы заручиться их помощью.

## Альтернативные версии

### Версия Фрэнка Чо
Версия героини из альтернативной вселенной появилась в мини-серии из семи выпусков под названием Shanna, the She-Devil vol. 2 (Апрель — октябрь 2005), написанной и проиллюстрированной Фрэнком Чо. Здешняя Шанна — результат генетических экспериментов, наделивших её сверхчеловеческой силой и ловкостью. Один из участников научной экспедиции назвал её Шанной «в честь персонажа из комиксов».
Данная версия Шанны вернулась в комиксе Shanna the She-Devil: Survival of the Fittest (Октябрь 2007 — январь 2008), мини-серии из четырёх выпусков от сценаристов Джастина Грея и Джеймса Пальмиотти и художника Хари Эванса.

### Ultimate Marvel
Во вселенной Ultimate Marvel Шанна и Ка-Зар впервые появляются на последней странице The Ultimates 3 #3. Во флэшбеках было показано, что она, Ка-Зар и Забу были друзьями с детства. После волны Ультиматума они присоединяются к Новым Алтимейтс в сражении с Локи.

## Вне комиксов

### Телевидение
- Шанна-Дьяволица появилась в эпизоде «7 маленьких супергероев» мультсериала «Человек-паук и его удивительные друзья» (1981), где её озвучила Джанет Уолдо[24]. Здесь она была идентифицирована как Шанна, Королева джунглей, вместо Дьяволицы. Вместе с Человеком-пауком, Человеком-льдом, Огненной звездой, Капитаном Америкой, Нэмором и Доктором Стрэнджем Шанна получила приглашение на Остров Волка, где Хамелеон устроил на них охоту.
- Меган Смит озвучила Шанну-Дьяволицу в мультсериале «Люди Икс» (1992)[24]. В эпизоде «МоджоВижн» её преследует, а затем похищает Саурон, после чего она становится одной из пленников Злыдня. В эпизоде «Воссоединение часть 2» Ка-Зар освобождает Шанну и других пленников и вместе они помогают Людям Икс изгнать Злыдня с Дикой Земли.

### Видеоигры
- Шанна — неигровой персонаж в X-Men Legends II: Rise of Apocalypse (2005), где её озвучила Масаса Мойо[24]. Она и Ка-Зар были замечены на базе Магнето в Авалоне во время миссии Людей Икс и Братства Мутантов на Дикой Земле.
- В игре Marvel vs. Capcom 3: Fate of Two Worlds (2011) Шанна, Ка-Зар и Забу появляются в концовке Аматэрасу. В ней Аматэрасу и её небесный посланник Иссун оказываются на Дикой Земле и объединяются с троицей против дикого тираннозавра[25].
- Кэтрин Табер озвучила Шанну-Дьяволицу в игре Marvel Heroes (2013)[24].
- Шанна — одна из разблокируемых игровых персонажей в Marvel: Avengers Alliance (2012). Её можно приобрести после выполнения серии побочных квестов.

## Критика
Шанна заняла 53-е место в списке «100 самых сексуальных женщин в комиксах» по версии журнала Comics Buyer’s Guide.

## Коллекционные издания
| Название                                           | Материал | Дата публикации | ISBN           |
| -------------------------------------------------- | --- | --------------- | -------------- |
| Women of Marvel: Celebrating Seven Decades Omnibus | Shanna the She-Devil (vol. 1) #1—5 и Night Nurse #1—4; Cat #1—4; Firestar #1—4; Sensational She-Hulk: Ceremony #1—2 | Январь 2011     | 978-0785143260 |
| Shanna, the She-Devil                              | Shanna the She-Devil (vol. 2) #1—7                                                                                  | Ноябрь 2006     | 978-0785110385 |
| Shanna the She Devil: Survival of the Fittest      | Shanna the She-Devil: Survival of the Fittest #1—4                                                                  | Март 2008       | 978-0785124122 |